# Bundesstraße 450
Die Bundesstraße 450 (Abkürzung: B 450) ist eine deutsche Bundesstraße. Sie führt von Fritzlar über Wolfhagen nach Bad Arolsen und hat eine Länge von 46 km.

## Übersicht
- Länge: 46 km
- Anfangspunkt: Fritzlar
- Endpunkt: Mengeringhausen (Bad Arolsen)

## Verlauf
Die Bundesstraße 450 beginnt südlich von Fritzlar an der B 253. Vorbei am Heeresflugplatz Fritzlar führt sie in nördlicher Richtung durch Fritzlar und dessen Teilort Lohne. Vorbei an den Bad Emstaler Ortsteilen Riede, Merxhausen und Sand führt die B 450 nach Balhorn. Südlich von Istha trifft die Bundesstraße 251 auf die B 450; die Ortsumfahrung um Istha (ca. 1 km) verläuft gemeinsam. Die B 251 zweigt danach westwärts ab, die B 450 verläuft weiter in nordwestlicher Richtung nach Wolfhagen. Südöstlich von Bad Arolsen befindet sich der Twistesee mit seiner Vorsperre, über die die Bundesstraße führt. Im Süden von Bad Arolsen trifft die B 450 dann auf die Bundesstraße 252 und endet dort.